# Hrabstwo Kenton
Hrabstwo Kenton – hrabstwo w USA, w stanie Kentucky. Według danych z 2010 roku, hrabstwo zamieszkiwało 159720 osób.

## Miasta
- Bromley
- Covington
- Crescent Springs
- Crestview Hills
- Edgewood
- Elsmere
- Erlanger
- Fairview
- Fort Mitchell
- Fort Wright
- Independence
- Kenton Vale
- Lakeside Park
- Latonia Lakes
- Ludlow
- Park Hills
- Ryland Heights
- Taylor Mill
- Villa Hills
- Visalia
- Walton